# Petrovsk
Petrovsk (en russe : Петровск) est une ville de l'oblast de Saratov, en Russie, et le centre administratif du raïon de Petrovsk. Sa population s'élevait à 30 441 habitants en 2013.

## Géographie
Petrovsk est arrosée par la rivière Medveditsa et se trouve à 98 km au nord-nord-ouest de Saratov et à 636 km au sud-est de Moscou.

## Histoire
Sur l'emplacement de l'actuelle ville de Petrovsk, un village et un marché important existaient au XVIIe siècle. En 1698, Pierre le Grand en fit un poste de défense de la frontière contre les incursions des Tatars de Crimée. Selon une légende, le tsar y serait venu en personne en 1707, si bien que le nom de Petrovsk lui fut donné en l'honneur de Pierre le Grand et elle reçut le statut de ville en 1780.

## Population
Recensements (*) ou estimations de la population
| 1856  | 1897*  | 1926*  | 1939*  | 1959*  | 1970*  |
| ----- | ------ | ------ | ------ | ------ | ------ |
| 9 400 | 13 304 | 19 208 | 18 563 | 24 987 | 30 953 |

| 1979*  | 1989*  | 2002*  | 2010*  | 2012   | 2013   |
| ------ | ------ | ------ | ------ | ------ | ------ |
| 34 163 | 34 778 | 33 956 | 31 160 | 30 744 | 30 441 |

## Personnalités
Tatyana Kazankina (1951-), triple championne olympique en demi-fond, est née à Petrovsk.